# 周天鸿
周天鸿（1956年—），男，汉族，福建莆田人，中华人民共和国分子生物学家、政治人物，民革中央常委、广东省委主委，广东省人大常委会副主任，暨南大学副校长，第九、十、十一届全国政协委员，第十二届全国人民代表大会广东地区代表。

## 生平
周天鸿毕业于暨南大学生物系生物化学与分子生物专业。2008年，当选第十一届全国政协委员，代表中国国民党革命委员会，分入第三组。